# Уокер, Дейв (автогонщик)
Дейв Уо́кер (англ. David Walker; 10 июня 1941, Сидней — 24 мая 2024, Квинсленд) — австралийский автогонщик, участник чемпионата мира по автогонкам в классе Формула-1, который принял участие в 1971 и 1972 годах вместе с командой Lotus.

## Карьера
После долгого начала карьеры в 1960-х, Уокер совершил прорыв в Формуле-3 на протяжении 1971 года. Он выиграл 25 из 32 гонок проводимых в том году, включая гонки поддержки Гран-при Монако и Гран-при Великобритании на трассе Сильверстоун. В конце года он стал обладателем титулов Shell и Forward Trust UK.  Позднее его заметил основатель Lotus Колин Чепмен, Уокер совершил свой дебют в Формуле-1 на Гран-при Нидерландов 1971 года за рулём одного из самых уникальных болидов Ф1 за всю историю - полноприводном Lotus 56B, оборудованном газотурбинным двигателем Pratt & Whitney. Во время испорченной дождём гонки, Уокер смог прорваться с 22 места на 10 всего за 5 кругов, но затем сошёл из-за разворота.
Уокер получил место постоянного пилота в Формуле-1 за рулём Lotus 72 в 1972, в качестве второго номера Эмерсона Фиттипальди. По ходу сезона Уокер и команда разочаровывали. После того как в Lotus узнали что Уокер провёл тесты в Формуле-2 за другую команду, его в команде на ГП Италии и ГП Канады, заменил Рейне Виселль. Уокер вернулся на ГП США, но сошёл.
В итоге, Фиттипальди выиграл пять гонок и заработал 61 очко, выиграл чемпионат, когда Уокер ни разу не финишировал выше девятого места (в Испании).  Lotus обвиняли в плохом отношении к Уокеру, в сравнении с Фиттипальди. Он не остался в 1973, и его заменил Ронни Петерсон. Дэйв Уокер является единственным гонщиком Формулы-1, который не набирал очков в сезоне, когда его напарник становился чемпионом мира.
В 1973 году он перешёл в Формулу-2, ему там не везло и он дважды попадал в серьёзные аварии и получал травмы. Он ушёл из автоспорта в 1975, и до конца жизни жил в Квинсленде, занимался прокатом лодок.

### Смерть
Умер 24 мая 2024 года в Квинсленде в возрасте 82 лет.

## Результаты выступлений в Формуле-1
| Легенда к таблице |                                                                    |
| --- | ------------------------------------------------------------------ |
| В таблице перечислены результаты всех Гран-при Формулы-1, в которых принимал участие гонщик. Строками таблицы являются сезоны, столбцами — этапы чемпионата мира. В каждой клетке указаны сокращённое название этапа и результат, дополнительно обозначенный цветом. Расшифровка обозначений и цветов представлена в нижеследующей таблице. |                                                                    |
| \| Пример \| Описание \| \| ------------ \| ------------------------------------------------------------------ \| \| 1 \| Победитель \| \| 2 \| Второе место \| \| 3 \| Третье место \| \| 5 \| Финишировал, заработав очки \| \| Сход \| Не финишировал, но при этом заработал очки \| \| 12 \| Финишировал, не получив очков \| \| НКЛ \| Финишировал, но не попал в финальную классификацию \| \| 15 \| Участвовал вне зачёта, либо по отдельной классификации \| \| 18 \| Не финишировал, но попал в финальную классификацию \| \| Сход \| Не финишировал \| \| НКВ \| Не прошёл квалификацию \| \| НПКВ \| Не прошёл предквалификацию \| \| ДСК \| Дисквалифицирован \| \| ИСК \| Исключён из протокола соревнований \| \| ТТ \| Заявлен для участия только в тренировках \| \| НС \| Участвовал в квалификации, но не стартовал в гонке \| \| Т \| Травмирован или болен \| \| ОТК \| Отказ от участия \| \| НТР \| Прибыл на соревнования, но на трассу не выезжал \| \| НПР \| Был заявлен в числе участников, но не прибыл к началу соревнований \| \| О \| Соревнования отменены \| \| \| Не участвовал \| \| Поул-позиция \| \| \| Быстрый круг \| \| |                                                                    |
| Пример | Описание                                                           |
| 1 | Победитель                                                         |
| 2 | Второе место                                                       |
| 3 | Третье место                                                       |
| 5 | Финишировал, заработав очки                                        |
| Сход | Не финишировал, но при этом заработал очки                         |
| 12 | Финишировал, не получив очков                                      |
| НКЛ | Финишировал, но не попал в финальную классификацию                 |
| 15 | Участвовал вне зачёта, либо по отдельной классификации             |
| 18 | Не финишировал, но попал в финальную классификацию                 |
| Сход | Не финишировал                                                     |
| НКВ | Не прошёл квалификацию                                             |
| НПКВ | Не прошёл предквалификацию                                         |
| ДСК | Дисквалифицирован                                                  |
| ИСК | Исключён из протокола соревнований                                 |
| ТТ | Заявлен для участия только в тренировках                           |
| НС | Участвовал в квалификации, но не стартовал в гонке                 |
| Т | Травмирован или болен                                              |
| ОТК | Отказ от участия                                                   |
| НТР | Прибыл на соревнования, но на трассу не выезжал                    |
| НПР | Был заявлен в числе участников, но не прибыл к началу соревнований |
| О | Соревнования отменены                                              |
| | Не участвовал                                                      |
| Поул-позиция |                                                                    |
| Быстрый круг |                                                                    |

| Сезон | Команда                | Шасси     | Двигатель                     | Ш | 1       | 2      | 3     | 4        | 5      | 6      | 7        | 8        | 9        | 10  | 11  | 12       | Место | Очки |
| ----- | ---------------------- | --------- | ----------------------------- | - | ------- | ------ | ----- | -------- | ------ | ------ | -------- | -------- | -------- | --- | --- | -------- | ----- | ---- |
| 1971  | Gold Leaf Team Lotus   | Lotus 56B | Газотурбинный Pratt & Whitney | F | ЮАР     | ИСП    | МОН   | НИД Сход | ФРА    | ВЕЛ    | ГЕР      | АВТ      | ИТА      | КАН | США |          | —     | 0    |
| 1972  | John Player Team Lotus | Lotus 72D | Ford Cosworth DFV 3,0 V8      | F | АРГ ДСК | ЮАР 10 | ИСП 9 | МОН 14   | БЕЛ 14 | ФРА 18 | ВЕЛ Сход | ГЕР Сход | АВТ Сход | ИТА | КАН | США Сход | 28    | 0    |